# 창안구 (스자좡시)

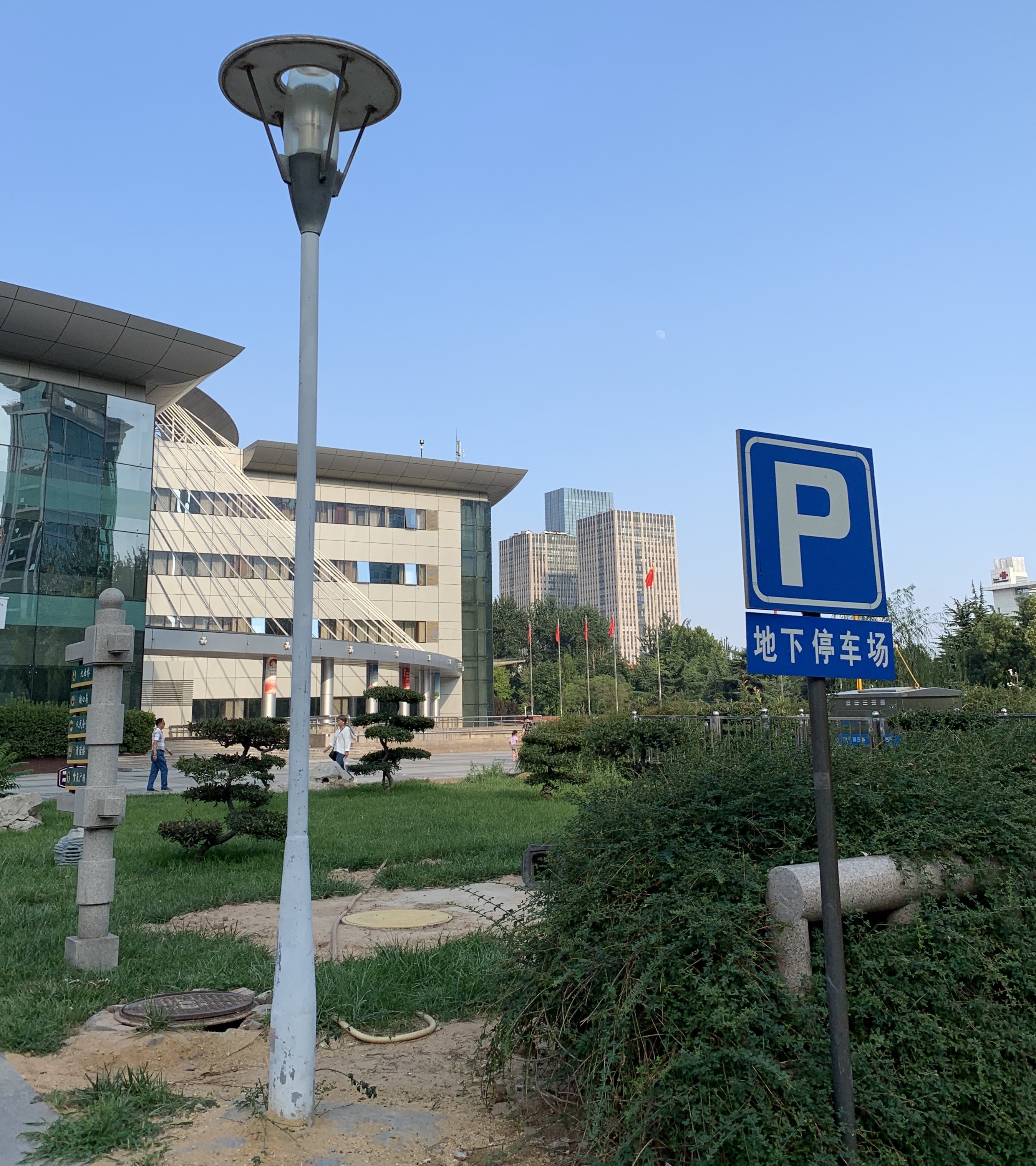

창안구(한국어: 장안구, 중국어: 长安区, 병음: Cháng'ān Qū)는 중화인민공화국 허베이성 스자좡 시의 북동쪽에 있는 행정구역이다. 넓이는 110km2이고, 인구는 2007년 기준으로 420,000명이다. 스자좡 시의 창안 구에는 선도적인 제약 회사인 북중국 제약 그룹(NCPC)이 위치해있다.

## 행정 구역
8개 가도, 3개 진을 관할한다.
- 가도: 建北街道, 青园街道, 广安街道, 育才街道, 跃进街道, 河东街道, 长丰街道, 谈固街道
- 진: 西兆通镇, 南村镇, 高营镇